# Chita Rivera

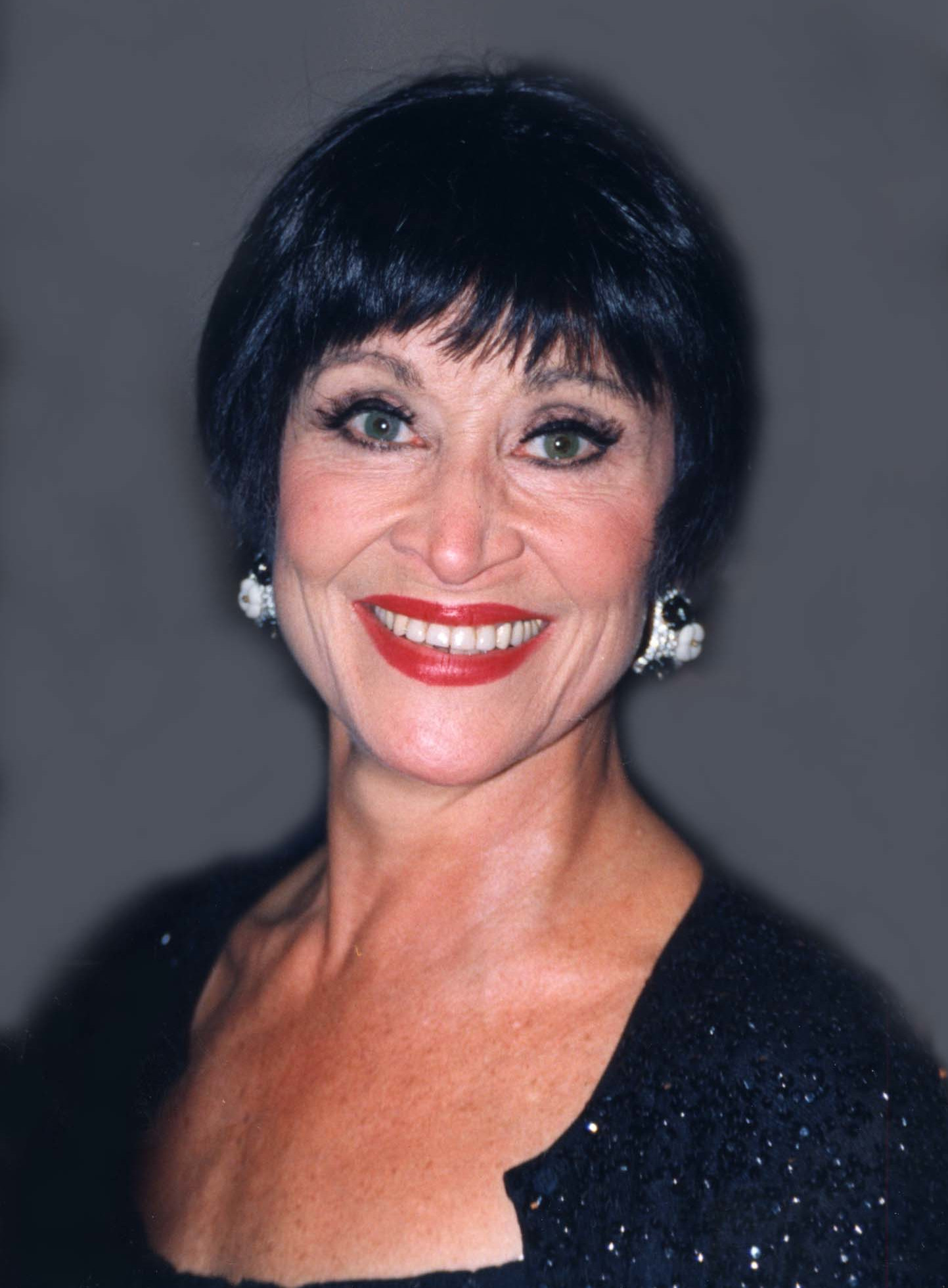

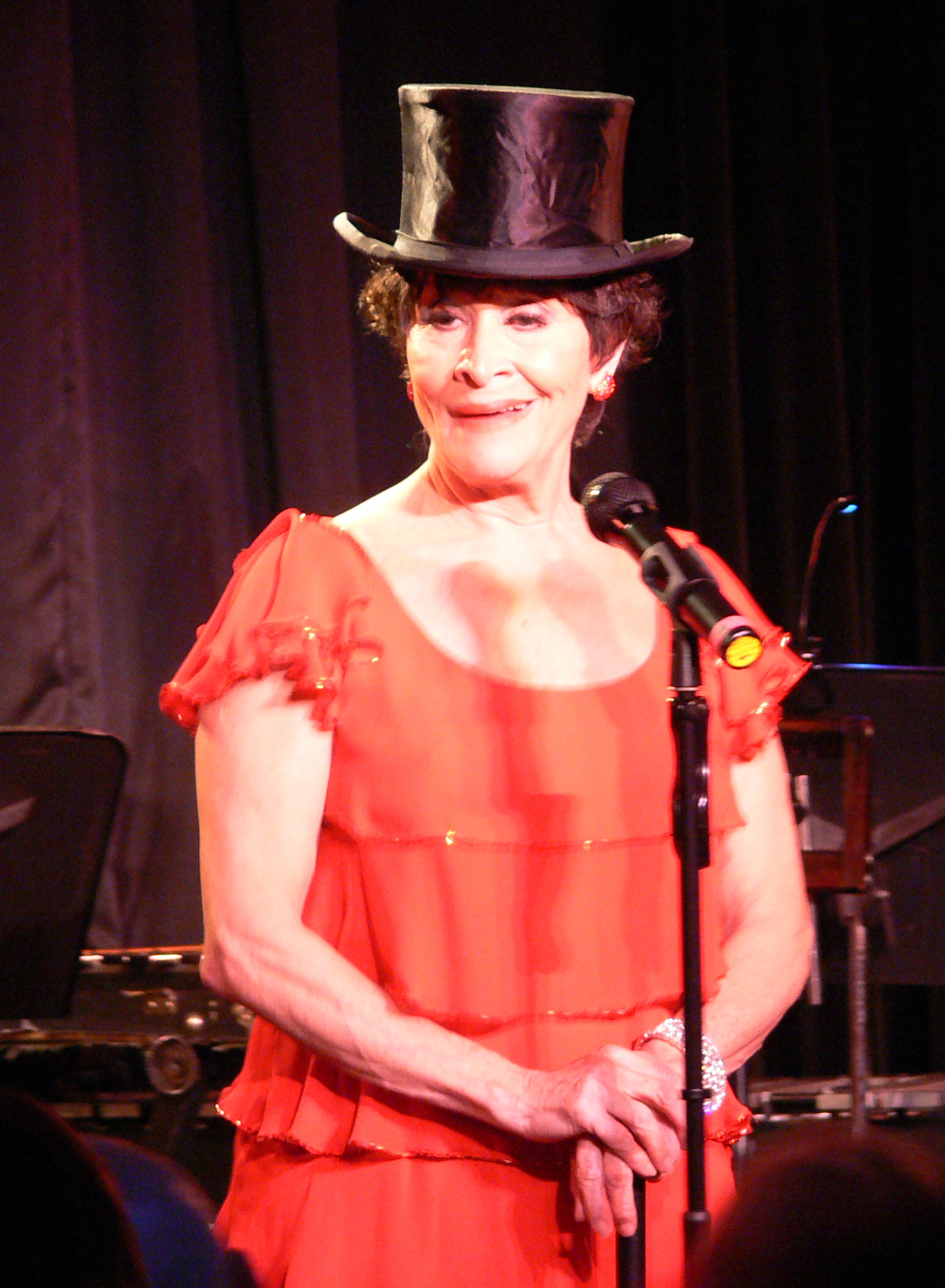
Chita Rivera, 2008

Chita Rivera (* 23. Januar 1933 in Washington, D.C. als Dolores Conchita Figueroa del Rivero; † 30. Januar 2024 in New York City) war eine US-amerikanische Schauspielerin, Sängerin und Tänzerin. 

## Leben
Chita Rivera wurde 1933 in Washington als Tochter eines lateinamerikanischen Musikers geboren. Im Alter von elf Jahren begann sie, Ballett-Unterricht zu nehmen. Als die Familie nach New York City zog, erhielt der Teenager Unterricht bei Choreograf George Balanchine. Bereits mit siebzehn Jahren trat Rivera in einem Musical am Broadway auf.
Der Durchbruch gelang ihr, als sie 1957 in der Uraufführung von Leonard Bernsteins West Side Story die Rolle der Anita spielte. In der Verfilmung des Musicals übernahm Rita Moreno ihre Rolle, die dafür mit einem Oscar ausgezeichnet wurde.
Rivera blieb am Broadway. In größeren Hollywood-Produktionen war Rivera nur zweimal zu sehen, 1969 in Bob Fosses Sweet Charity an der Seite von Shirley MacLaine und 2002 in Chicago. Letztere Rolle war allerdings eher als Hommage an sie gedacht, da sie in den 1970er Jahren in der Bühnenversion des Stückes die Hauptrolle gespielt hatte.
Rivera gewann im Laufe ihrer langen Karriere drei Tony Awards. Sie war mit dem Schauspieler, Tänzer, Choreografen und Regisseur Tony Mordente verheiratet, der in der Bühnenversion der West Side Story den A-Rab gespielt und in der Filmversion die Rolle des Action übernommen hatte. 1958 wurde ihre gemeinsame Tochter Lisa Mordente geboren, die Tänzerin und Choreografin ist.
Chita Rivera starb im Januar 2024 im Alter von 91 Jahren in New York.

## Wichtige Broadway-Produktionen
- 1956: Mr. Wonderful (Musik: Jerry Bock – mit Sammy Davis, Jr.)
- 1957: Shinbone Alley (Musik: George Kleinsinger – Rivera als Ersatz für Eartha Kitt)
- 1957: West Side Story (Musik: Leonard Bernstein)
- 1960: Bye Bye Birde (Musik: Charles Strouse)
- 1975: Chicago (Musik: John Kander, Regie: Bob Fosse – Rivera als Velma Kelly)
- 1982: Merlin (Musik: Elmer Bernstein, Regie: Ivan Reitman)
- 1984: The Rink (Musik: John Kander – mit Liza Minnelli)
- 1985: Jerry’s Girls (Musik: Jerry Herman)
- 1993: Kuss der Spinnenfrau (Musik: John Kander – mit Rivera als Spinnenfrau)
- 2003: Nine (Musik: Maury Yeston – mit Antonio Banderas)

## Filmografie
- 1964: The Outer Limits (Fernsehserie, eine Folge)
- 1969: Sweet Charity
- 1973: Einsatz in Manhattan (Kojak, Fernsehserie, eine Folge)
- 1973–1974: The New Dick Van Dyke Show (Fernsehserie, acht Folgen)
- 1977: Once Upon a Brothers Grimm (Fernsehfilm)
- 1978: Sgt. Pepper’s Lonely Hearts Club Band
- 1981: Pippin: His Life and Times (Fernsehfilm)
- 1982: Strawberry Ice (Fernsehfilm)
- 1982: Liebe, Lüge, Leidenschaft (One Life to Live, Fernsehserie)
- 1987: Mayflower Madam (Fernsehfilm)
- 1997: Happily Ever After: Fairy Tales for Every Child (Fernsehserie, eine Folge)
- 2002: Chicago
- 2003–2004: Dora (Dora the Explorer, Fernsehserie, zwei Folgen, Stimme)
- 2005: Will & Grace (Fernsehserie, eine Folge)
- 2006: Kalamazoo?
- 2011: Submissions Only (Fernsehserie, eine Folge)
- 2021: Rita Moreno: Just a Girl Who Decided to Go for It (Dokumentarfilm)